# Kłaj
Kłaj est une localité polonaise, siège de la gmina de Kłaj, située dans le powiat de Wieliczka en voïvodie de Petite-Pologne.